# Star 21
Star 21 — среднетоннажный грузовой автомобиль производства завода грузовых автомобилей «Star» в городе Стараховице (ПНР). Вытеснен с конвейера моделью Star 25.

## История
Впервые автомобиль Star 21 был представлен в июле 1957 года. Представляет собой модернизацию автомобиля Star 20.
Автомобиль оснащён двигателем внутреннего сгорания Star S42 и механической, пятиступенчатой трансмиссией. Гипоидная главная передача была увеличена на несколько передаточных отношений. Пятая передача использовалась для эксплуатации без прицепа на бездорожье.
Грузоподъёмность автомобиля увеличена до 4 тонн. Кабина автомобиля — N20, изготовленная в Кельце, или N23, собственного производства.
На шасси автомобиля Star 21 производились тягачи Star C21 и самосвалы Star W21.
Производство завершилось в 1960 году.